# Čimický potok
Čimický potok je přítok Vltavy zprava. Pramení v Čimicích a teče Čimickým údolím přes katastry Čimice a Bohnice. Délka jeho toku je 2,2 km. Plocha povodí je 3,5 km².

## Průběh toku
Tok potoka se dá rozdělit na dva úseky rozdělené rybníkem Kostoprďák. Horní část začíná nádrží Čimického rybníka, protéká Čimickým údolím, sleduje ji modrá turistická značka a je velmi dobře průchodná. Druhá část, již mimo katastrální území Čimic směřuje svažujícím se údolím k Vltavě, protéká části areálu bývalé dynamitky, kde je cesta neudržovaná a slepá, protože končí u oplocení.

## Revitalizace
Při rekonstrukci Čimického rybníka se podařilo většinu původní vody vrátit a ze zcela napuštěného rybníka začala voda proudit zpět do Čimického údolí. V roce 2007 bylo tedy provedeno pročištění již zcela zaneseného a místy i zmizelého původního koryta potoka. Trvalo to skoro celý rok, než si voda prorazila cestu až ke spodnímu rybníku Kostoprďák. Na podzim se již vodní režim natolik stabilizoval, že na několika místech bylo koryto potoka rozšířeno a vzniklo tak několik malých tůněk pro vodní živočichy. Z hlediska revitalizací v Praze se jednalo o významný počin navrácení potoka tam, kde již dávno zmizel.

## Stavby
- Dynamitka Bohnice